# ليام أوسوليفان
ليام أوسوليفان (بالإنجليزية: Liam O'Sullivan)‏ (28 أكتوبر 1981 بإدنبرة في المملكة المتحدة - 29 أبريل 2002 في المملكة المتحدة) هو لاعب كرة قدم بريطاني في مركز الدفاع. لعب مع نادي بريتشين سيتي ونادي هيبرنيان وKeflavík ÍF ‏ ونادي كلايدبانك ‏.

## وصلات خارجية
- ليام أوسوليفان على موقع Soccerbase.com (لاعب) (الإنجليزية)